# Daniel Grataloup
 (avril 2019).
Si vous disposez d'ouvrages ou d'articles de référence ou si vous connaissez des sites web de qualité traitant du thème abordé ici, merci de compléter l'article en donnant les références utiles à sa vérifiabilité et en les liant à la section « Notes et références ».
Pour les articles homonymes, voir Grataloup.
Daniel Grataloup est un ancien copilote professionnel de rallye automobile. Il est né le 19 mai 1960.

## Biographie
Il commence sa carrière à l'aube des années 1980 dans l'Est avec notamment Eric Mauffrey. Ils forgeront ensemble les premières lignes de leurs palmarès respectifs. 
En 1989, il rejoint Bruno Saby avec qui il remporte plusieurs manches du Championnat de France des rallyes, termine vice-champion de France asphalte en 1989 et 1990, et devient champion de France des rallyes Terre en 1990 et 1991, le tout sur une Lancia Delta HF Integrale 16v.
À la fin de 1991, Daniel Grataloup monte pour la première fois aux côtés du nordiste François Delecour dans la Ford Sierra Cosworth 4x4 officielle. C'est le début d'une longue collaboration qui les mènera chez Ford, Peugeot et Mitsubishi.
Ensemble, ils remporteront quatre victoires en championnats du monde, dont le prestigieux Rallye Monte-Carlo en 1994. Auparavant, Daniel Grataloup sera sacré champion du monde des copilotes en 1993.
De 1996 à 2000, Delecour et Grataloup sont dans l'équipe officielle Peugeot, d'abord en Championnat de France des rallyes avec la Peugeot 306 Maxi puis en championnat mondial avec la Peugeot 206 WRC.
À l'issue de la saison 2000, et d'une rivalité exacerbée entre François Delecour et Gilles Panizzi, le duo retrouve Ford en 2001 avant de terminer leur collaboration en 2002 lors du Rallye d'Australie dans un terrible accident, dont Daniel Grataloup sort gravement blessé.
Depuis 2003, Daniel Grataloup reste dans le milieu du rallye en travaillant pour Citroën dans le rôle d'ouvreur pour entre autres Sébastien Loeb.

## Palmarès
| Titres, podiums et victoires |
| --- |
| - 1 titre de champion du monde; - 2 titres de champion de France terre; - 2 fois vice-champion de France asphalte; - 15 podiums en championnat du monde; - 4 victoires en championnat du monde; - 7 victoires en championnat d'Europe (avec 2 pilotes); - 6 victoires en championnat de France (avec 2 pilotes); - 5 victoires en championnat de France terre; - 1 victoire en championnat de Belgique. |

- 2002 - Championnat du monde des rallyes sur Mitsubishi Lancer WRC avec François Delecour;

(3 places de 9e: rallyes Monte-Carlo, d'Allemagne, et de Nouvelle-Zélande)
- 2001 - Championnat du monde des rallyes sur Ford Focus WRC avec François Delecour

3e au Rallye Monte-Carlo;
- 2000 - Championnat du monde des rallyes sur Peugeot 206 WRC avec François Delecour

2e au Rallye Sanremo et au Tour de Corse, 3e au Rallye de Chypre et au Rallye d'Australie;
- 1998 - Championnat du monde des rallyes sur Peugeot 306 Maxi avec François Delecour

2e au Tour de Corse;
- 1997 - Championnat de France des rallyes sur Peugeot 306 Maxi avec François Delecour

victoire au Rallye du Var;
- 1996 - Championnat de France des rallyes sur Peugeot 306 Maxi avec François Delecour

victoire au Rallye d'Antibes et au Critérium des Cévennes;
- 1994 - Championnat du monde des rallyes sur Ford Escort RS Cosworth avec François Delecour

Victoire au Rallye Monte-Carlo;
- 1993 - Championnat du monde des rallyes sur Ford Escort RS Cosworth avec François Delecour

Victoire au Rallye du Portugal, au Tour de Corse, et au Rallye de Catalogne, 2e au Rallye Monte-Carlo et au Rallye de Nouvelle-Zélande, 3e au Rallye d'Australie;
- 1992 - Championnat du monde des rallyes sur Ford Sierra Cosworth 4x4 avec François Delecour

2e au Tour de Corse et 3e au Rallye Sanremo;
- 1991 - Championnat de France des Rallyes Terre sur  Lancia Delta HF Integrale 16v avec Bruno Saby

Victoire au Rallye Terre de Provence, au  Rallye Terre des Cardabelles, et au Rallye Castine (Terre du Quercy), 3e au rallye d'Espagne;
- 1990 - Championnat de France des Rallyes Terre sur  Lancia Delta HF Integrale 16v avec Bruno Saby

Victoire au Rallye du Mont-Blanc et au Rallye du Var, victoire au Rallye Terre de Provence et au  Rallye Terre des Cardabelles, victoire aux Boucles de Spa;
- 1989 - Championnat de France des Rallyes sur  Lancia Delta HF Integrale 16v avec Bruno Saby

Victoire au Rallye des Garrigues.